# Бородин, Александр Викторович
Алекса́ндр Ви́кторович Бороди́н (род. 3 марта 1953, Сталинград) — советский космонавт (1978—1993); опыта полётов в космос не имеет.

## Биография
В 1970 году окончил среднюю школу № 83 (Волгоград), в 1976 — 1-й Московский медицинский институт имени И. М. Сеченова, в сентябре 1978 — аспирантуру 2-го сектора Института медико-биологических проблем (ИМБП).
18 июня 1976 года получил допуск ГМК к специальным тренировкам. С сентября 1978 года — младший научный сотрудник лаборатории 16 «Б» ИМБП.
1 декабря 1978 года решением ГМВК отобран в отряд космонавтов ИМБП (второй набор); с октября 1979 по июль 1980 года проходил курс ОКП в ЦПК им. Гагарина. С 5 октября 1981 — космонавт-исследователь ИМБП; квалификация «космонавт-исследователь» присвоена решением МВКК 28 ноября 1986 года.
В феврале—июле 1988 года проходил подготовку в качестве врача-исследователя в составе третьего (резервного) экипажа корабля «Союз ТМ-6» по программе завершающего этапа ЭО-3 и ЭО-4 на ОК «Мир» (вместе с Ю. В. Малышевым).
10 марта 1993 года отчислен из отряда космонавтов ИМБП, с марта 1993 года работал научным сотрудником ИМБП.

### Семья
Отец — Виктор Петрович Бородин (р. 1924) — председатель Волгоградского облисполкома (1965—1972), заместитель заведующего сельскохозяйственным отделом ЦК КПСС (1974—1976).
Мать — Валентина Леонидовна (в девичестве Романова; р. 1930), учительница.
- сестра — Елена (р. 1955), врач[1].

Жена — Наталья Ивановна (в девичестве Заворина; р. 1953), врач Всесоюзного научного центра хирургии;
- дочь — Мария (р. 1981)[1].